# Копенхагенски съд
Копенхагенският съд (на датски: Københavns Domhus) е историческа сграда, разположена в Нюторв, Копенхаген, Дания. Оригинално е построена със смесено предназначение, като кметство и съд. В днешни дни сградата обслужва само нуждите на регионалния съд в Копенхаген. Открита е 1815 г. и е построена по проект на Кристиан Фредерик Хенсен и е построена в неокласицизъм.

## История
Модерна сграда на съда Hof- og Stadsretten е представена в Дания и специално в Копенхаген от Йохан Фредерих Струенсе през 1771 г. Тя се намира в Вилборг, Дания и Копенхаген. Двете висши съдилища са представени, като съд през 1805 г. Това съпровожда въвеждането на новата съдебна система в сградата.
В пожара в Копенхаген през 1795 г. копенхагенското кметство, намиращо се между Нюторв и Галемторв, както и много други сгради, е разрушено. Това е второто кметство на това място, което има същата сътба, като първото е построено през 1679 г. и е разрушено при пожар в Копенхаген през 1728 г.
След пожарите е решено да се построи сграда със смесено предназначение – кметство и съдът на Нюторв, на имот, използва преди това от кралското сиропиталище, построено през 1728 г.  Проектът включваше и затвор (The project also included a jailhouse). Кристиан Фредерик Хансен, водещ архитект за времето си, е оглавява комисията, която се занимава с въпроса. Строителството започва през 1803 г. и е завършено през 1816 г. Проектът е забавен от недостига на строителни материали, както и от британските бомбардировки в града през 1807 г., по време на битката за Копенхаген. Материали от разрушението на площад Хишолм са използвани за строителството.
Сградата се използва с двойната и цел за почти 100 г. докато новата сграда на Копенхагенската община е открита през 1905 г. След това сградата е използва само от регионалния Копенхагенски съд.

## Архитектура
Фасадата е доминирана от 6 големи йонийски колони, оградени от зидания с минимален брой прозорци. Зад колоните, стълбища водят то вестибюла с още четири йонийски колони. Оттук мащабна мрежа от коридори и стълби свързват останалата сграда. Въпреки че сградата на съда е реконстроирана и ремонтирана няколко пъти, цялостното оформление на стаите и колоните, релефите и циментовата замазка е запазена.
На всяка сграда на сградата има големи арки. На лявата арка е разположена върху улицата, като тя осъществява връзката между затвора и съда. Затворът е бил строга пристройка с малки прозорци.
И двете фасади, на съда и на затвора разполагат с надписи. Надписите над входа на съда Med lov skal man land bygge („Със закон нацията ще построим“), което е цитат от предисловието на Кодекса Холмиенсис. Надписът на сградата на затвора е For almeen sikkerheden („За публична сигурност“)